# Sergio Marchionne
Sergio Marchionne (ur. 17 czerwca 1952 w Chieti, zm. 25 lipca 2018 w Zurychu) – włosko-kanadyjski przedsiębiorca, dyrektor generalny Fiat Chrysler Automobiles oraz Ferrari, przewodniczący CNH Industrial oraz Société Générale de Surveillance, niewykonawczy wiceprzewodniczący oraz starszy dyrektor niezależny UBS w latach 2008–2010, a także przewodniczący European Automobile Manufacturers Association w 2012.

## Życiorys

### Młodość
Sergio Marchionne urodził się w 1952 w Chieti. W wieku 13 lat przeniósł się z Abruzji do Kanady.
Uzyskał licencjat ze sztuki na Uniwersytecie w Toronto oraz licencjat prawa w Osgoode Hall Law School i ukończył studia podyplomowe Master of Business Administration na York University. Na University of Windsor uzyskał licencjat handlu. Był adwokatem, radcą prawnym oraz biegłym rewidentem.

### Kariera
W latach 1983–1985 Marchionne pracował dla firmy Deloitte & Touche. W latach 1989–1990 był niewykonawczym wiceprezydentem Glenex Industries. W latach 1990–1992 był dyrektorem finansowym w Acklands Ltd. W latach 1992–1994 był wiceprezydentem Legal and Corporate Development oraz dyrektorem finansowym Lawson Group. W latach 1994–2000 Marchionne pracował na różnych stanowiskach w Algroup, zanim został dyrektorem finansowym tamże. Stał się czołowym pracownikiem Lonza Group jako dyrektor generalny w latach 2000–2001, a także jako przewodniczący w 2000. W lutym 2002 został dyrektorem generalnym Société Générale de Surveillance. W marcu 2006 Marchionne został mianowany przewodniczącym tejże spółki. Od 2008 do kwietnia 2010 był niewykonawczym wiceprzewodniczącym oraz starszym dyrektorem niezależnym UBS. Od maja 2003 był członkiem zarządu Fiata, a od czerwca był dyrektorem generalnym tejże firmy. Był także przewodniczącym Fiat Industrial. W czerwcu 2009 został dyrektorem generalnym Chryslera, a we wrześniu objął stanowisko przewodniczącego. W maju 2010 dołączył do rady dyrektorów w Exor. Został wybrany na przewodniczącego rady dyrektorów European Automobile Manufacturers Association na 2012 rok. Był członkiem zarządu Philip Morris International oraz Peterson Institute for International Economics. Marchionne był także przewodniczącym oddziału włoskiej rady przeznaczonego dla Stanów Zjednoczonych oraz Włoch.
Zmarł 25 lipca 2018 w Zurychu.